# Iwakura Tomomi
Iwakura Tomomi (岩倉 具視?, Iwakura Tomomi; Kyoto, 26 ottobre 1825 – Kyoto, 20 luglio 1883) è stato un politico giapponese.

## Biografia

### Giovinezza
Iwakura nacque a Kyoto, secondo figlio di Horikawa Yasuchika (堀川 康親?), un cortigiano di basso rango membro della nobiltà kuge. Nel 1836 fu adottato da un altro nobile, Iwakura Tomoyasu (岩倉 具康?), da cui ricevette il nome di famiglia. Fu addestrato dal kampaku Takatsukasa Masamichi e scrisse un documento sulla riforma della corte imperiale. Nel 1854 divenne ciambellano dell'imperatore Kōmei.

### Nobile di corte
Come la maggior parte degli altri cortigiani di Kyoto, Iwakura si oppose ai piani dello Shogunato Tokugawa di terminare la politica di isolamento nazionale e di aprire il Giappone alle nazioni straniere. Quando Hotta Masayoshi, un rōjū del governo Tokugawa arrivò a Kyoto per ottenere il permesso imperiale per firmare il Trattato di amicizia e commercio nippo-americano nel 1858, Iwakura radunò i cortigiani che si opponevano al trattato e tentò di ostacolare i negoziati tra lo Shōgun e la corte.

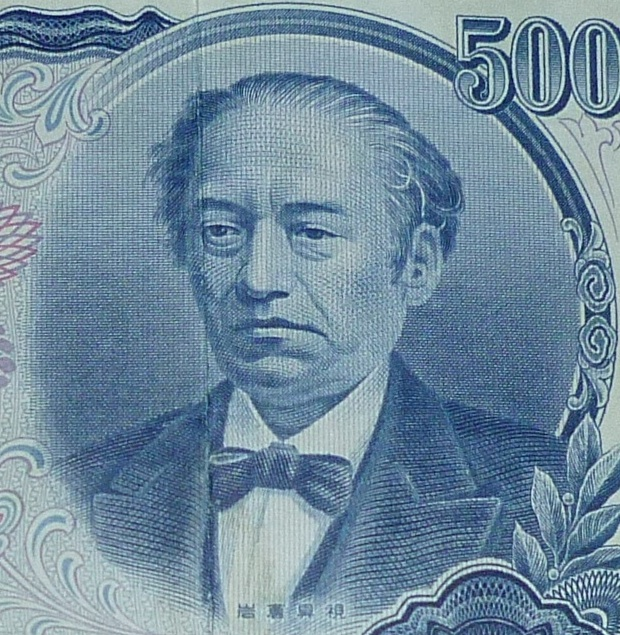
Il suo volto compare sull'edizione precedente delle banconote da 500 yen emesse dalla Banca del Giappone

Dopo l'assassinio del tairō Ii Naosuke nel 1860, Iwakura supportò il movimento Kobugattai, un'alleanza tra corte e shogunato. L'obiettivo principale di questa alleanza era il matrimonio dello shōgun Tokugawa Iemochi e della principessa Kazu-no-Miya Chikako, la sorella più giovane dell'imperatore Kōmei. Samurai e nobili che appoggiavano la più radicale politica del Sonnō jōi videro in Iwakura un sostenitore dello shogunato e misero sotto pressione la corte per farlo espellere. In conseguenza di ciò Iwakura lasciò la corte nel 1862 e si trasferì a Iwakura a nord di Kyoto.

### Esilio
Da Iwakura scrisse ed inviò molti pareri a corte e ai suoi compagni politici del Dominio di Satsuma. Nel 1866 alla morte dello shōgun Iemochi, tentò di far sì che la corte prendere l'iniziativa politica, cercando di raccogliere i daimyō a supporto della corte, ma fallì. Quando l'anno successivo morì l'imperatore Kōmei girò la voce che Iwakura ne avesse complottato la morte per mezzo di un veleno, ma non fu arrestato.
Il 3 gennaio 1868 con Ōkubo Toshimichi e Saigō Takamori, organizzò l'occupazione del Palazzo imperiale di Kyōto da parte di forze fedeli a Satsuma e Chōshū, dando quindi inizio alla Restaurazione Meiji. Commissionò gli stendardi imperiali con il sole e la luna su un campo roso che contribuirono a far sì che generalmente gli incontri tra le fazioni si risolvessero senza spargimenti di sangue.

### Burocrate Meiji

La missione Iwakura. Iwakura Totomi compare vestito con l'abito tradizionale giapponese

Dopo avere instaurato il governo Meiji, Iwakura, grazie alla fiducia e all'influenza che aveva sull'imperatore Meiji, giocò un ruolo importante. Fu in gran parte responsabile per la promulgazione del Giuramento dei cinque articoli nel 1868 e della conseguente abolizione del sistema han.
Poco dopo il suo incarico come ministro della destra nel 1871, condusse un viaggio di due anni intorno al mondo, noto come missione Iwakura, che toccò gli Stati Uniti e diverse nazioni europee con lo scopo di rinegoziare i trattati ineguali e raccogliere informazioni per facilitare la modernizzazione del Giappone. Tornò in Giappone 1873 appena in tempo per prevenire un'invasione della Corea (Seikanron). Rendendosi conto che nel momento presente il Giappone non aveva il potere di opporsi alle potenze occidentali sostenne il rinforzo dell'istituzione imperiale, che pensò di ottenere mediante una costituzione scritta e una forma limitata di democrazia parlamentare. Ordinò a Inoue Kowashi di iniziare a lavorare su una costituzione nel 1881 e inviò Itō Hirobumi in Europa per studiare i vari sistemi europei.

### Morte
Nonostante le cattive condizioni di salute, Iwakura si recò a Kyoto nel maggio 1883 per dirigere gli sforzi di restaurazione e preservazione del palazzo imperiale e degli edifici della città vecchia, molti dei quali stavano cadendo in rovina abbandonati dopo il trasferimento della capitale a Tokyo. Comunque ben presto si ammalò e fu confinato a letto. L'imperatore Meiji inviò il suo medico personale, Erwin Baelz, per esaminare Iwakura; Baelz diagnosticò un cancro alla gola in stato avanzato. L'imperatore visitò il suo vecchio amico il 19 luglio e fu commosso fino alle lacrime dalle sue condizioni. Iwakura morì il giorno seguente e ricevette i funerali di stato, i primi mai dati dal governo imperiale.

## Onori
- Gran cordone dell'Ordine del Sol Levante (29 dicembre 1876)
- Gran cordone dell'Ordine del Crisantemo (1º novembre 1882)

### Ordine di precedenza
- Junior quinto rango (28º giorno, decimo mese del nono anno Tenpo (1838))
- Quinto rango (quarto giorno, sesto mese del 12º anno Tenpo (1841))
- Senior quinto rango (18º giorno, secondo mese del secondo anno Koka (1845))
- Quarto rango (10º giorno, sesto mese del settimo anno Ansei (1854))
- Senior quarto rango (quinto giorno, primo mese del secondo anno Man'en (1861))
- Terzo rango (secondo giorno, secondo mese del quarto anno Keio (1868))
- Senior secondo rango (25º giorno, primo mese del secondo anno Meiji (1869))
- Primo rango (18 maggio 1876)
- Senior primo rango (20 luglio 1885; postumo)